# Municipio de Harris (Misuri)
El municipio de Harris (en inglés: Harris Township) es un municipio ubicado en el condado de Ripley en el estado estadounidense de Misuri. En el año 2010 tenía una población de 744 habitantes y una densidad poblacional de 9,21 personas por km².

## Geografía
El municipio de Harris se encuentra ubicado en las coordenadas 36°32′9″N 90°45′34″O / 36.53583, -90.75944. Según la Oficina del Censo de los Estados Unidos, el municipio tiene una superficie total de 80.75 km², de la cual 80,52 km² corresponden a tierra firme y (0,29 %) 0,24 km² es agua.

## Demografía
Según el censo de 2010, había 744 personas residiendo en el municipio de Harris. La densidad de población era de 9,21 hab./km². De los 744 habitantes, el municipio de Harris estaba compuesto por el 96,37 % blancos, el 2,02 % eran amerindios, el 0,13 % eran asiáticos y el 1,48 % eran de una mezcla de razas. Del total de la población el 0,4 % eran hispanos o latinos de cualquier raza.